# Saint-Pierre-Bois
Saint-Pierre-Bois (deutsch Sankt Petersholz) ist eine französische Gemeinde mit 748 Einwohnern (Stand 1. Januar 2021) im Département Bas-Rhin in der Region Grand Est (bis 2015 Elsass). Sie gehört zum Arrondissement Sélestat-Erstein und zum Kanton Mutzig.

## Geografie
Die Gemeinde Saint-Pierre-Bois liegt in den Vogesen, etwa zehn Kilometer nordwestlich von Sélestat. Im Süden reicht das Gemeindegebiet bis in das Giessental.
Zur Gemeinde gehören die Dörfer und Weiler Hohwarth (bis 1919 Hohwart), Hunschwiller (Hunschweiler) und Hutten (Hütten).
Nachbargemeinden von Saint-Pierre-Bois sind Reichsfeld und Blienschwiller im Nordosten, Dambach-la-Ville im Osten, Scherwiller im Südwesten, Châtenois (Berührungspunkt) im Süden, Neubois und Thanvillé im Südwesten, Saint-Maurice und Triembach-au-Val im Westen sowie Albé im Nordwesten.

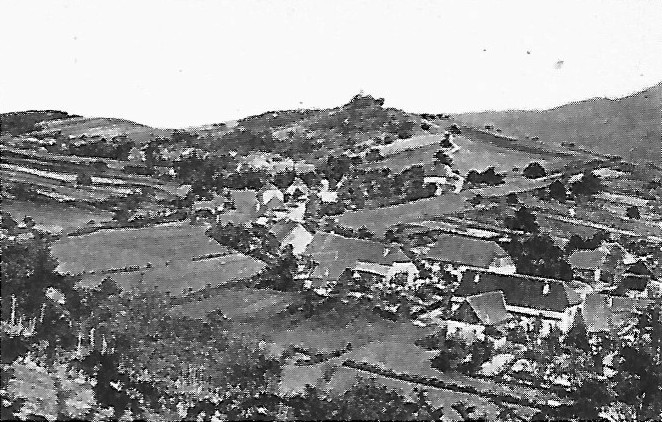
Hohwart (1918)
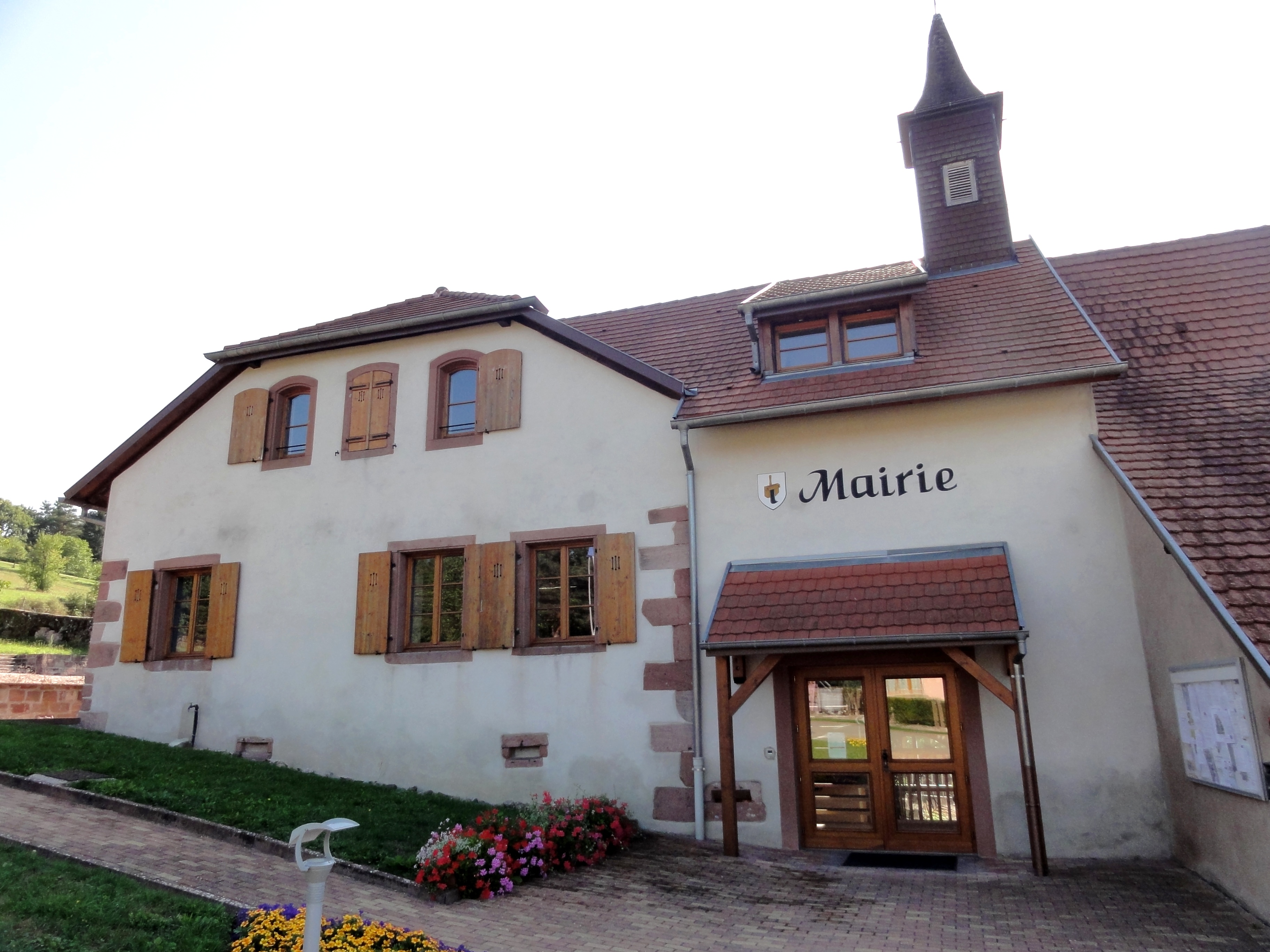
Mairie
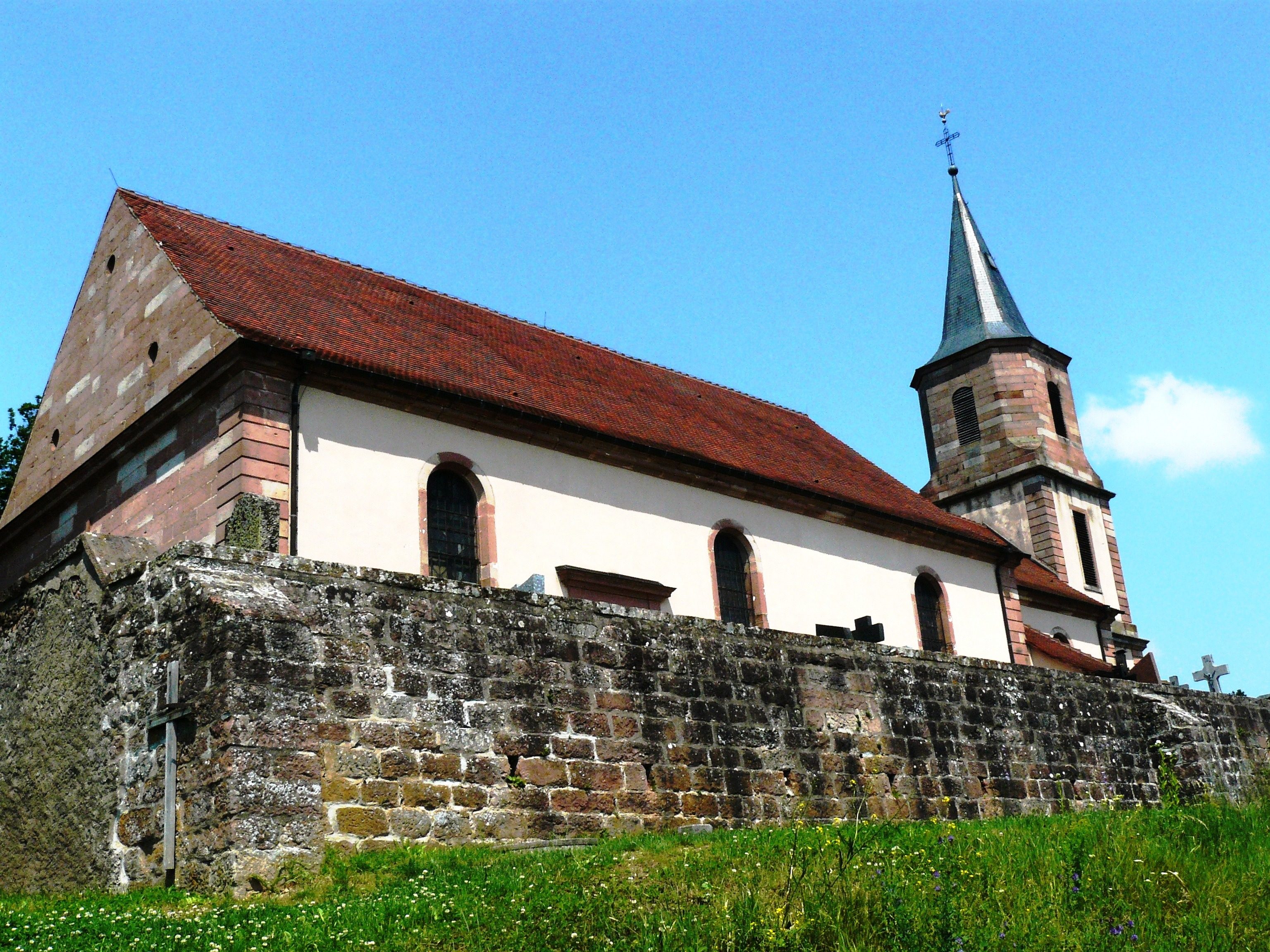
Kirche Saint-Gilles
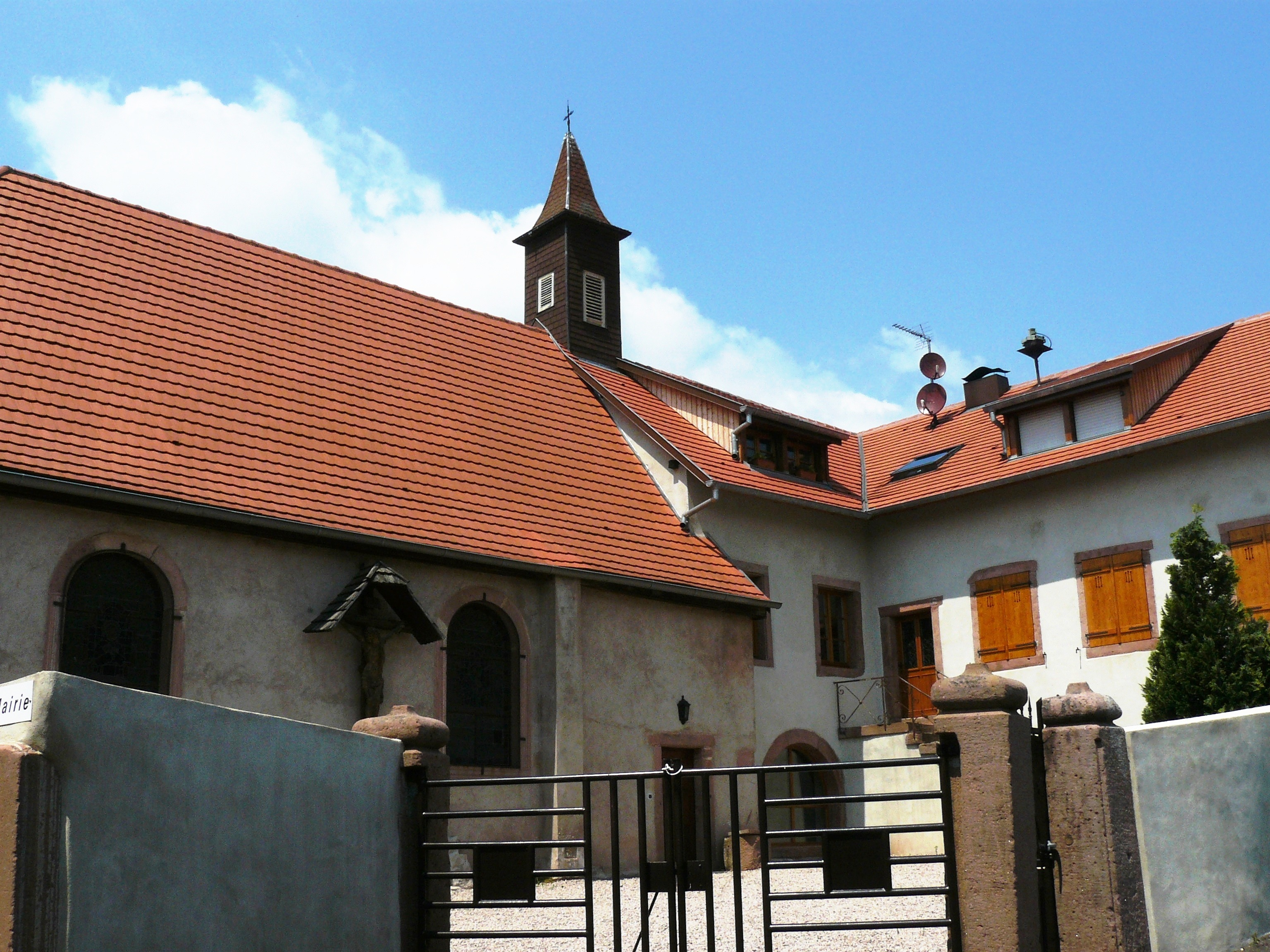
Kapelle
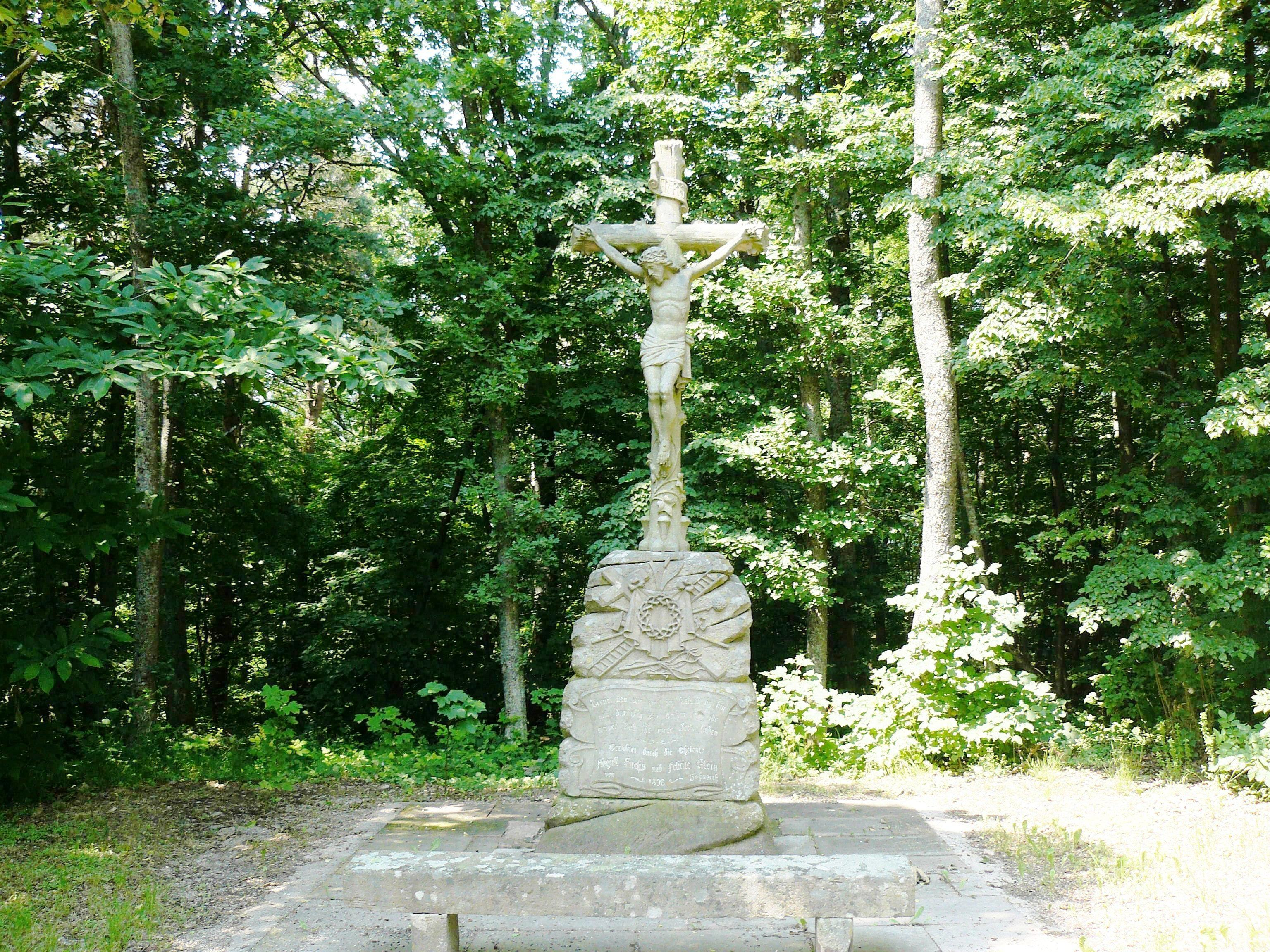
Calvaire, Gefallenendenkmal in Hohwarth

## Bevölkerungsentwicklung
| Jahr      | 1962 | 1968 | 1975 | 1982 | 1990 | 1999 | 2008 | 2017 |
| Einwohner | 439  | 465  | 440  | 501  | 522  | 606  | 715  | 771  |